# Поарта (Муреш)
Поарта (рум. Poarta) насеље је у Румунији у округу Муреш у општини Фарагау. Oпштина се налази на надморској висини од 400 m.

## Становништво
Према подацима из 2002. године у насељу је живело 192 становника, од којих су сви румунске националности.